# Arrondissement de Ribeauvillé
L'arrondissement de Ribeauvillé est une ancienne division administrative française, située dans le département du Haut-Rhin, en région Grand Est. Elle a disparu au 1er janvier 2015, absorbée par l'arrondissement de Colmar.

## Composition
- canton de Kaysersberg
- canton de Lapoutroie
- canton de Ribeauvillé
- canton de Sainte-Marie-aux-Mines

## Administration
Liste des sous-préfets de l'arrondissement
- 1976-1978 : Florence Hugodot

[...]
- jusqu'au 11 avril 2008 : Michel Paillisse